# Seymour H. Person
Seymour Howe Person (* 2. Februar 1879 bei Howell, Michigan; † 7. April 1957 in Lansing, Michigan) war ein US-amerikanischer Politiker. Zwischen 1931 und 1933 vertrat er den Bundesstaat Michigan im US-Repräsentantenhaus.

## Werdegang
Seymour Person besuchte die öffentlichen Schulen seiner Heimat. Nach einem anschließenden Jurastudium an der University of Michigan in Ann Arbor und seiner im Jahr 1901 erfolgten Zulassung als Rechtsanwalt begann er in Lansing in seinem neuen Beruf zu arbeiten. Gleichzeitig schlug er als Mitglied der Republikanischen Partei eine politische Laufbahn ein.
Zwischen 1915 und 1921 war er Abgeordneter im Repräsentantenhaus von Michigan; von 1927 bis 1931 gehörte er dem Staatssenat an. Über 30 Jahre lang war er Delegierter auf allen regionalen republikanischen Parteitagen in Michigan. Bei den Kongresswahlen des Jahres 1930 wurde Person im sechsten Wahlbezirk von Michigan in das US-Repräsentantenhaus in Washington, D.C. gewählt, wo er am 4. März 1931 die Nachfolge von Grant M. Hudson antrat. Da er im Jahr 1932 dem Demokraten Claude E. Cady unterlag, konnte er bis zum 3. März 1933 nur eine Legislaturperiode im Kongress absolvieren. Diese war von den Ereignissen der Weltwirtschaftskrise geprägt. Damals wurde auch der 20. Verfassungszusatz verabschiedet.
Nach seinem Ausscheiden aus dem US-Repräsentantenhaus arbeitete Seymour Person wieder als Anwalt. Politisch ist er nicht mehr in Erscheinung getreten. Er starb am 7. April 1957 in Lansing.